# بريمارين
بريمارين (بالإنجليزية: Premarin)‏ الاسم التجاري لعقار مجمع يتألف أساسا من الاستروجين السحائية. مستخلص من بول أنثى الخيل الحامل، يتم تصنيعه من قبل شركة وايث (Wyeth) للأدوية (جزء من شركة فايزر منذ يناير 2009)، متداول منذ عام 1942. ومتوفر على شكل شراب للفم (0.3 / 0.45 / 0.625 / 0.9 / 1.25 mg) وبشكل حبوب.

## دواعي الاستخدام
تقليل وتأخير أعراض سن اليأس، بما في ذلك الهبات الساخنة والتعرق الليلي وجفاف المهبل، وكذلك الحد من فرص هشاشة العظام.

## الأثار الجانبية
ينصح بمراجعة الطبيب المختص في حاله تعاطي هرمون الاستروجين (بريمارين هو هرمون الاستروجين فقط) وذلك لانه يؤثر على بطانة الرحم فيزيد من سماكتها مما يؤدي على المدى البعيد إلى الإصابة بسرطان الرحم، ولتلافي مثل هذه الحالات يعطي الطبيب مع الاستروجين هرمون البروجستين وهذا الهرمون يساعد على أنسلاخ بطانة الرحم وسقوطها أثناءالحيض، فمعظم الأطباء في الوقت الحالي ينصحون بتعاطي البروجستين مع الاستروجين لمعاكسه الاثار الضارة المتولده من الاستروجين على بطانة الرحم، ولكن في حالة ان المرأة كانت قد استئصلت الرحم، فسوف لا يكون هنالك أي تأثير لذلك، ويعتقد البعض ان في مثل هذه الحالات ممكن ان يسبب سرطان الثدي، ولكن الدراسات والبحوث الطبية التي اجريت وعلى مدى 50 سنه على هذا الموضوع لم تثبت لحد الآن أي تأثيراً من هذا القبيل.

## وصلات خارجية
- موقع الدواء بريمارين